# OTA位图
OTA位图（OTA Bitmap）是诺基亚（Nokia）为手机上的黑白图像定义的一个规范。

## 引入
OTA或Over The Air位图由诺基亚公司在其智能消息（Smart Messaging）规范中定义，用以通过一条或多条串接的SMS文本消息发送图片。该格式所支持的最大尺寸为255x255像素。OTA位图主要为72x28像素（图片消息）或72x14/72x13像素（运营商标志）。该规范包含标示多色图像的数据字节，这是为未来准备，但因为多媒體短訊的出现，它从未被实现。

## 基本格式描述
OTA位图格式为每位元一个像素的单色、未压缩格式。该格式是为手机设计，而不是标准的计算机格式。它可以存储为二进制文件，或者以十六进制格式（通常无空格）存储在文本文件中。可辨识文件扩展名为.otb。

## 格式版权
该格式的版权属于诺基亚公司。

## 数据头
该图像本身有一个头部标识。标头宽度为四个字节。典型例子为：00 48 1C 01。含义如下：
```
  00  “信息字段”（始终保持为00）。
  48  位图宽度。此例为72像素（48为72的
十六进制
格式）。
  1C  位图高度。此例为28像素（1C为28的十六进制格式）。
  01  颜色数（始终为1）。
```

其他可能性为 00 48 0E 01（72x14像素位图），00 48 0D 01（72x13像素位图）。

## 像素编码
标头之后为图像本身。下面的例子将使用下列72x28像素图像。
最初的8个像素从左上角向右，先是白色（0），其次是七个黑色（1111111）。二进制格式的首个字节为01111111。
将二进制格式的01111111转换到十六进制格式后，首个表示像素的字节将是7F。接下来是8个黑色（11111111或FF）等等。
当顶行的所有像素都被编码时，只需移动到下一行。没有用于指示新行的标记，该信息包含在标头中。
在OTA位图的宽度非8个像素的倍数时，一个字节将存储两行的信息（例如，来自第一行的两个像素和来自第二行的六个像素）。在其他格式中不是这样，因此在OTA和其他格式（例如WBMP）之间进行转换时请务必小心。

## 组合体
下列是该图像转换为OTA的结果。
```
  00 48 1C 01  //标头
  7F FF EF FF EF FF FB FF FE //第一行
  40 3F E8 38 2F FF FB FF FE //第二行
  48 3F A8 38 2F 9F FB FF FE //第三行
  4C FF A9 FF 2F 8F FA DA DA //第四行
  4E FF 29 01 2F 80 FA 52 52
  5E 7F 69 31 2F BF 7B 07 06
  4F FF 69 79 2F BE FB 77 76
  47 FF 69 79 2F BE 7B 07 06
  47 FE EF 7D EF BE 7B FF FE
  47 FC EF 7D E7 BC F1 FF FC
  40 F0 EF 7D E7 7C F1 ED BC
  21 E7 C9 79 27 98 F1 E5 3C
  21 E7 C9 39 27 C8 F1 F0 7C
  16 6F 89 39 23 E6 E0 F7 78
  15 2F 88 82 23 F3 E0 F0 78
  08 3F 04 44 43 D7 E0 FF F8
  04 3E 02 28 81 EF C0 7F F0
  02 3C 01 39 00 FF 80 3F E0
  01 38 00 BA 00 7F 00 1F C0
  00 F0 00 7C 00 3E 00 0F 80
  FF C0 00 38 00 1C 00 07 FF
  55 FF FF FF FF FF FF FF AA
  2A F3 87 87 3F 1E 67 0F 54
  15 F3 93 9F 3E 4E 27 27 A8
  2A F3 87 8F 3E 4E 07 27 54
  55 F3 93 9F 3E 0E 47 27 AA
  FF F3 9B 87 0E 4E 67 0F FF  //倒数第二行
  00 FF FF FF FF FF FF FF 00  //最后一行
```

## 应用程序支持

### 读写支持
- ImageMagick[1]
- XnView

注意：XnView中不支持OTA格式的写入。